# Jindřichovice (okres Sokolov)
Jindřichovice (Duits: Heinrichsgrün) is een gemeente in de Tsjechische regio Karlsbad. De gemeente ligt op 646 meter hoogte in het westen van het Ertsgebergte.
De eerste schriftelijke vermelding van het dorp stamt uit het jaar 1273. Naast Jindřichovice zelf hoort ook het dorp Háj bij de gemeente.

## Eerste Wereldoorlog
Van 1915 tot 1918 bevond zich in Heinrichsgrün een van de grootste krijgsgevangenkampen van het Oostenrijks-Hongaarse Rijk tijdens de Eerste Wereldoorlog, waar zo’n 40.000 krijgsgevangenen werden doorgevoerd. In het kamp bevonden zich Italianen, Russen, maar vooral Serviërs – zowel militairen als burgers – die door het Oostenrijks-Hongaarse leger gevangengenomen werden tijdens de Servische campagne en per spoor naar het kamp werden gevoerd.

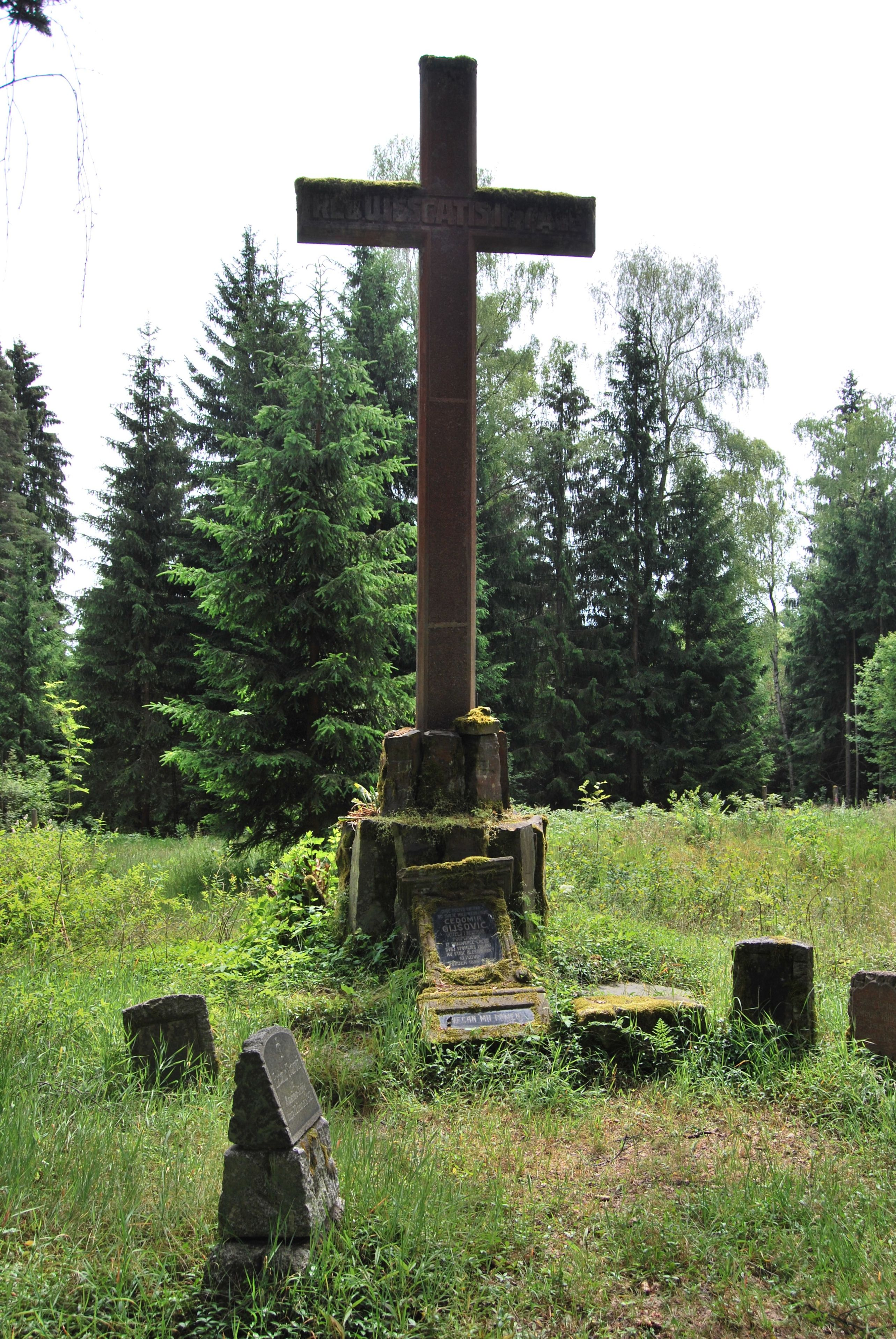
Begraafplaats WOI

De omstandigheden in het kamp waren zwaar: koude, ziekte en uitputting eisten tot 40 levens per dag. 
Kort na de oorlog zijn lijsten opgesteld met de namen van de Servische soldaten die tijdens de oorlog waren omgekomen. Alleen al op het grondgebied van Bohemen en Moravië - die later de kern zouden vormen van de jonge Republiek Tsjechoslowakije, die na de oorlog ontstond - waren er zo'n 33.500 graven van Servische burgers en soldaten die in Oostenrijkse concentratie- en werkkampen stierven aan uitputting en ondervoeding.
De graven van de Serviërs, in wat inmiddels Jindřichovice heette, werden in kaart gebracht in 1921 en vanaf 1924 werden concrete plannen gemaakt om de stoffelijke resten aldaar samen te brengen in een mausoleum. Om dit te kunnen realiseren, kocht het Koninkrijk der Serven, Kroaten en Slovenen in het voorjaar van 1926 twee stukken land (met een totale oppervlakte van 2.490 m²) van Karl Lößl, wonende Heinrichsgrün 14. Op het land bevond zich het waterreservoir dat was aangelegd door Servische en Russische dwangarbeiders.

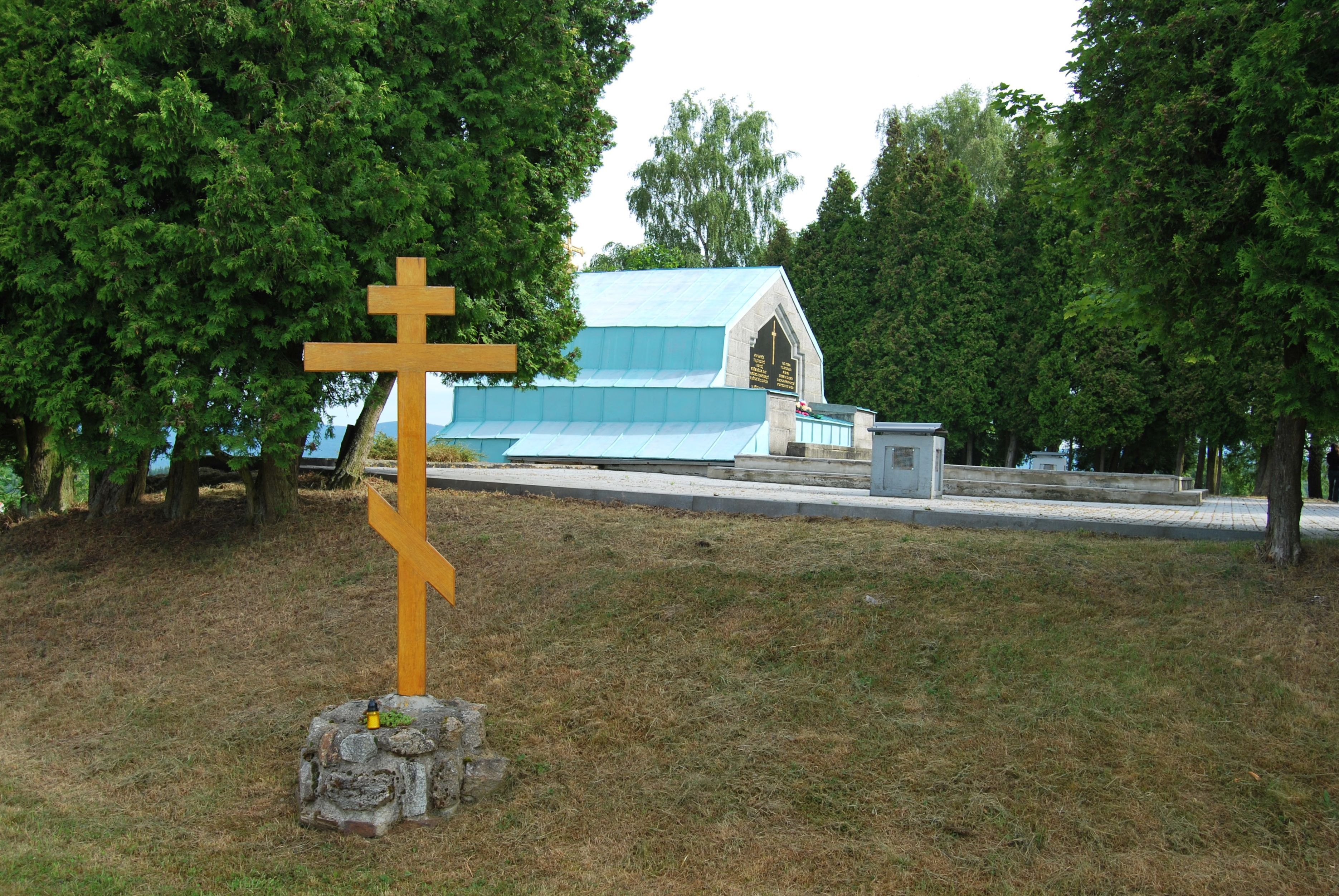
Mausoleum

Na de bouw, werden tussen 1926 en 1932 de stoffelijke resten van 7.100 Servische en 189 Russische soldaten opgegraven op de begraafplaatsen van het voormalige kamp Heinrichsgrün in Jindřichovice, in Cheb (Eger) en in Planá u Mariánských Lázní (Plan), waarna ze in houten knekelkisten in het mausoleum werden bijgezet.
In mei 1938 werden de stoffelijke resten van 88 Servische soldaten die in 1918 en 1919 in Nederland waren omgekomen op 8 begraafplaatsen opgegraven, in Nijmegen samengebracht, omgekist in hermetisch afgesloten metalen knekelkisten en via Duitsland vervoerd naar het mausoleum in Jindřichovice, waar zij hun laatste rustplaats vonden
In Garderen staat een monument te hunner nagedachtenis.